# Supergoldener Schnitt
Der Supergoldene Schnitt ist ein mathematisches Teilungsverhältnis. Wenn bei zwei gegebenen Strecken {\displaystyle s} und {\displaystyle t} das Quadrat vom Verhältnis der Summe der Strecken zur längeren Strecke gleich dem Verhältnis der längeren Strecke zur kürzeren Strecke ist, dann verhält sich die Summe der beiden Strecken zur längeren Strecke im Supergoldenen Schnitt. 
Die Supergoldene Zahl hat somit die Eigenschaft, dass ihr Kubus um Eins größer als ihr Quadrat ist. Mit dieser Konstante befasste sich der indische Mathematiker Narayana Pandita ausführlich.

## Definition

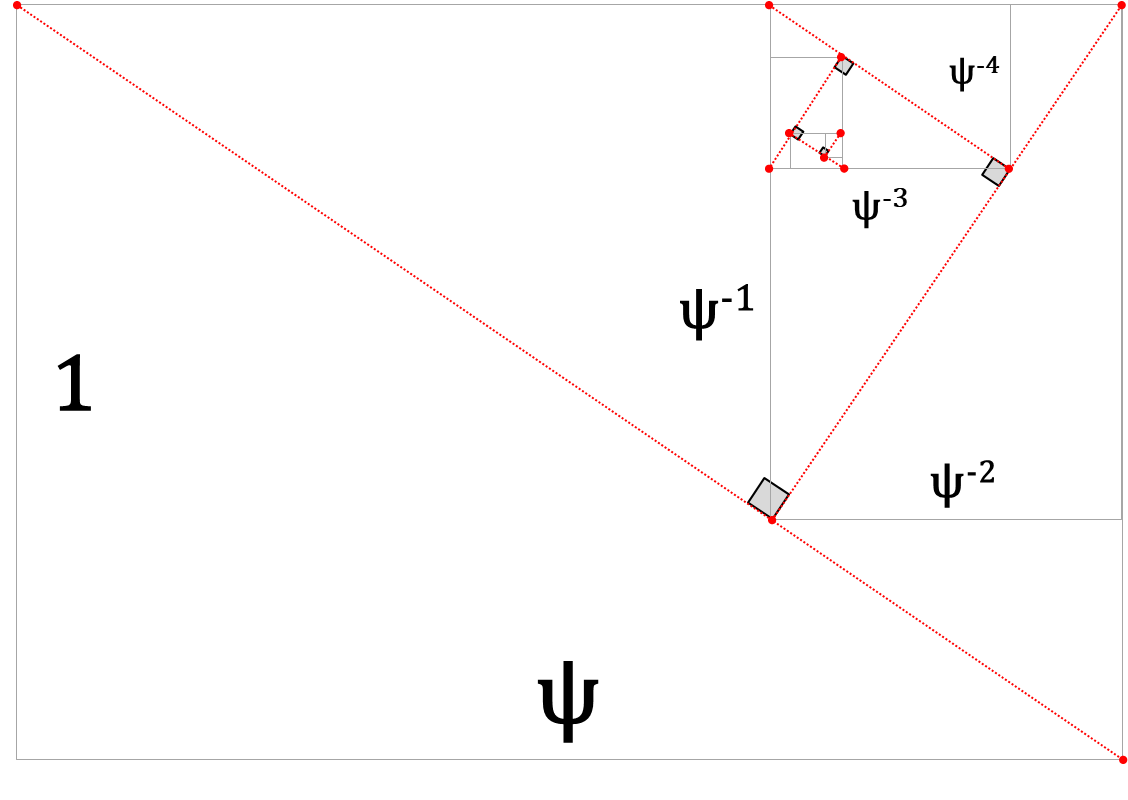
Verhältnis der Katheten im Supergoldenen Schnitt und Aufteilung der Hypotenuse durch den Höhenfußpunkt im Supergoldenen Schnitt

Mit s als größerem und t als kleinerem Teil sowie ψ als Supergoldenem Schnitt gilt:
{\displaystyle {\biggl (}{\frac {s+t}{s}}{\biggr )}^{2}={\frac {s}{t}}}
{\displaystyle \psi ={\frac {s+t}{s}}}
Auf der Grundlage dieser Definition kann folgende Umformung durchgeführt werden:
{\displaystyle {\biggl (}{\frac {s+t}{s}}{\biggr )}^{2}{\frac {t}{s}}=1}
{\displaystyle {\biggl (}{\frac {s+t}{s}}{\biggr )}^{2}{\biggl (}{\frac {s+t}{s}}-1{\biggr )}=1}
{\displaystyle \psi ^{2}(\psi -1)=1}
Der Supergoldene Schnitt ψ erfüllt daher folgende Gleichung:
{\displaystyle \psi ^{3}-\psi ^{2}-1=0}
Die einzige reelle Lösung dieser kubischen Gleichung ist die Supergoldene Zahl. So lauten zwei Ausdrücke für diese Konstante:
{\displaystyle \psi ={\tfrac {1}{2}}{\sqrt {3}}\operatorname {csch} [{\tfrac {1}{3}}\operatorname {arsinh} ({\tfrac {3}{2}}{\sqrt {3}})]}
{\displaystyle \psi ={\tfrac {1}{6}}{\sqrt[{3}]{116+12{\sqrt {93}}}}+{\tfrac {1}{6}}{\sqrt[{3}]{116-12{\sqrt {93}}}}+{\tfrac {1}{3}}}
Näherungsweise nimmt die Supergoldene Zahl den Wert 1,465571231876768… an. Obwohl im deutschen Sprachraum einst auch die Plastische Zahl mit dem Kürzel ψ ausgedrückt wurde, setzte sich dennoch im englischen Sprachraum das ρ für die Plastische Zahl und das ψ für die Supergoldene Zahl durch. Das Quadrat, der Kubus und der Kehrwert der Supergoldenen Zahl lauten wie folgt:
{\displaystyle \psi ^{2}={\tfrac {1}{6}}{\sqrt[{3}]{188+12{\sqrt {93}}}}+{\tfrac {1}{6}}{\sqrt[{3}]{188-12{\sqrt {93}}}}+{\tfrac {1}{3}}}
{\displaystyle \psi ^{3}={\tfrac {1}{6}}{\sqrt[{3}]{188+12{\sqrt {93}}}}+{\tfrac {1}{6}}{\sqrt[{3}]{188-12{\sqrt {93}}}}+{\tfrac {4}{3}}}
{\displaystyle \psi ^{-1}={\tfrac {1}{6}}{\sqrt[{3}]{12}}\left({\sqrt[{3}]{{\sqrt {93}}+9}}-{\sqrt[{3}]{{\sqrt {93}}-9}}\right)}
Bei einem rechtwinkligen Dreieck mit einem Verhältnis der Katheten im Supergoldenen Schnitt teilt die vom rechten Winkel ausgehende Höhe mit ihrem Fußpunkt die Hypotenuse so auf, dass sich die gesamte Hypotenuse zur längeren Teilseite der Hypotenuse ebenso im Supergoldenen Schnitt verhält. Denn bei allen rechtwinkligen Dreiecken verhalten sich die durch den Höhenfußpunkt auf der Hypotenuse gebildeten Teilseiten der Hypotenuse immer im Quadrat des Verhältnisses der angrenzenden Katheten.

## Geometrie
Wenn sich in einem Dreieck die Seite a zur Seite b und die Seite c zur Seite a im Supergoldenen Schnitt verhalten, dann nimmt der Winkel γ den Wert 120° beziehungsweise 2π/3 an. Im Folgenden wird diese Tatsache mit dem Kosinussatz bewiesen:

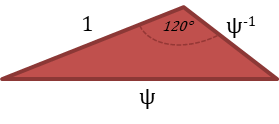
Dreieck mit Seitenverhältnis des Supergoldenen Schnitts und Winkel 120°

{\displaystyle \cos(\gamma )={\frac {a^{2}+b^{2}-c^{2}}{2ab}}}
{\displaystyle \cos(\gamma )={\frac {1}{2}}{\biggl [}{\frac {a}{b}}+{\frac {b}{a}}-{\biggl (}{\frac {c}{a}}{\biggr )}^{2}{\frac {a}{b}}{\biggr ]}}
{\displaystyle \cos(\gamma )={\frac {1}{2}}(\psi +\psi ^{-1}-\psi ^{3})=}
{\displaystyle ={\frac {1}{2}}[\psi +\psi ^{-1}(\psi ^{3}-\psi ^{2})-\psi ^{3}]=}
{\displaystyle ={\frac {1}{2}}(\psi ^{2}-\psi ^{3})=-{\frac {1}{2}}}
Daraus folgt: γ = 120° = 2π/3

## Elliptische Lambdafunktion
Für folgende Gleichung aus vollständigen elliptischen Integralen erster Art lässt sich die Lösung vereinfacht mit der Supergoldenen Zahl darstellen:
{\displaystyle K({\sqrt {1-x^{2}}})/K(x)={\sqrt {31}}}
{\displaystyle x=\lambda ^{*}(31)=\sin[{\tfrac {1}{2}}\arcsin({\tfrac {1}{8}}\psi ^{-12})]}
{\displaystyle {\sqrt {1-x^{2}}}=\lambda ^{*}({\tfrac {1}{31}})=\cos[{\tfrac {1}{2}}\arcsin({\tfrac {1}{8}}\psi ^{-12})]}
Diese Werte sind die elliptischen Lambda-Funktionswerte von 31 und 1/31. Mit diesen Werten können auch λ*(124) und λ*(4/31) ermittelt werden:
{\displaystyle \lambda ^{*}(124)=\tan[{\tfrac {1}{4}}\arcsin({\tfrac {1}{8}}\psi ^{-12})]^{2}}
{\displaystyle \lambda ^{*}({\tfrac {4}{31}})=\tan[{\tfrac {1}{4}}\pi -{\tfrac {1}{4}}\arcsin({\tfrac {1}{8}}\psi ^{-12})]^{2}}

## Narayanas Kühe-Folge

### Geschichte und Synthese der Folge
Der indische Mathematiker Narayana Pandita (नारायण पण्डित) beschäftigte sich im vierzehnten Jahrhundert mathematisch mit der reproduktiven Entwicklung von Kühen. Hierbei nannte er als Bedingung, dass jede Kuh nach drei Lebensjahren fortpflanzungsfähig ist und in jedem Jahr eine neugeborene Kuh bekommt. Zu Beginn soll eine Kuh auf dem Feld vorhanden sein. Die exakte Zahlenfolge über die Gesamtzahl der Kühe auf dem Feld wird Narayanas Kühe-Folge genannt. Diese Folge ist eine unendliche Folge natürlicher Zahlen, die ursprünglich mit dreimal der Zahl Eins beginnt. Im Anschluss entsteht nach der rekursiven Definition jede Zahl dieser Folge als Summe von ihrem Erstvorgänger und ihrem Drittvorgänger:
{\displaystyle N_{1}=N_{2}=N_{3}=1}
{\displaystyle N_{n}=N_{n-1}+N_{n-3}}
Narayanas Kühe-Folge entwickelt sich analog zu der Fibonacci-Folge, nur werden nicht zwei benachbarte Zahlen, sondern zwei zueinander um zwei Positionen entfernte Zahlen addiert, um den Nachfolger der betroffenen Folge zu erhalten. Dies sind die ersten Narayana-Zahlen:
1, 1, 1, 2, 3, 4, 6, 9, 13, 19, 28, 41, 60, 88, 129, 189, 277, 406, 595, 872 …
Der Grenzwert des Quotienten sukzessiver Folgenglieder gegen Unendlich ergibt die Supergoldene Zahl:
{\displaystyle \lim _{n\to \infty }{\frac {N_{n+1}}{N_{n}}}=\psi }
Analog zur Beschreibung vom Wachstum einer Population von Kaninchen durch die Fibonacci-Folge erfolgt die Beschreibung vom Wachstum einer Population von Kühen durch die Folge von Narayana. In der abgebildeten Tabelle wird die Anzahl der Kühe in Abhängigkeit von Populationsjahr und Alter dargestellt:
| Populationsjahre | Alter der Kühe | Alter der Kühe | Alter der Kühe | Alter der Kühe     | Gesamtzahl der Kühe |
| Populationsjahre | Kein Jahr      | 1 Jahr         | 2 Jahre        | 3 Jahre oder älter | Gesamtzahl der Kühe |
| ---------------- | -------------- | -------------- | -------------- | ------------------ | ------------------- |
| 1                | 1              | 0              | 0              | 0                  | 1                   |
| 2                | 0              | 1              | 0              | 0                  | 1                   |
| 3                | 0              | 0              | 1              | 0                  | 1                   |
| 4                | 1              | 0              | 0              | 1                  | 2                   |
| 5                | 1              | 1              | 0              | 1                  | 3                   |
| 6                | 1              | 1              | 1              | 1                  | 4                   |
| 7                | 2              | 1              | 1              | 2                  | 6                   |
| 8                | 3              | 2              | 1              | 3                  | 9                   |
| 9                | 4              | 3              | 2              | 4                  | 13                  |
| 10               | 6              | 4              | 3              | 6                  | 19                  |
| 11               | 9              | 6              | 4              | 9                  | 28                  |
| 12               | 13             | 9              | 6              | 13                 | 41                  |
| 13               | 19             | 13             | 9              | 19                 | 60                  |
| 14               | 28             | 19             | 13             | 28                 | 88                  |

### Binomialkoeffizienten
Die Zahlen in Narayanas Kühe-Folge lassen sich als Summen von Binomialkoeffizienten des Pascalschen Dreiecks darstellen. Dabei beginne man bei einer Eins am linken Rand des Pascalschen Dreiecks und springe von Binomialkoeffizient zu Binomialkoeffizient so, dass man immer drei Schritte nach oben rechts und einen Schritt nach unten rechts macht. Die sich so ergebende Spur der angesprungenen Binomialkoeffizienten bildet eine von unten links nach oben rechts verlaufende Gerade. Die Summe der Binomialkoeffizienten auf einer solchen Gerade ergibt immer eine Zahl von Narayanas Folge. Somit gelten für alle natürlichen Zahlen n ∈ ℕ folgende drei Formeln:
{\displaystyle N_{3n-2}=\sum _{k=1}^{n}{\binom {3n-2k-1}{3n-3k}}}
{\displaystyle N_{3n-1}=\sum _{k=1}^{n}{\binom {3n-2k}{3n-3k+1}}}
{\displaystyle N_{3n}=\sum _{k=1}^{n}{\binom {3n-2k+1}{3n-3k+2}}}

### Matrix
Folgende Matrix generiert die Zahlen von Narayanas Folge:
{\displaystyle M={\begin{pmatrix}1&1&0\\0&0&1\\1&0&0\end{pmatrix}}}
Der einzige reelle Eigenwert dieser Matrix ist die Supergoldene Zahl. Durch Potenzieren mit ganzen Zahlen erhält man die Narayana-Zahlen:
{\displaystyle M^{n}={\begin{pmatrix}1&1&0\\0&0&1\\1&0&0\end{pmatrix}}^{n}={\begin{pmatrix}N_{n+1}&N_{n}&N_{n-1}\\N_{n-1}&N_{n-2}&N_{n-3}\\N_{n}&N_{n-1}&N_{n-2}\end{pmatrix}}}